# Empis luteipilosa
Empis luteipilosa är en tvåvingeart som beskrevs av Saigusa 1992. Empis luteipilosa ingår i släktet Empis och familjen dansflugor. Inga underarter finns listade i Catalogue of Life.